# Saad Kamil Al-Fadhli
Saad Kamil Al-Fadhli (arabisk: سعد كميل født 6. januar 1963 i Kuwait) er en kuwaitisk fodbolddommer. Han dømte tre kampe i VM 2002, en kamp i Confederations Cup 1997 og en kamp i Asia Cup i 2000.

## Karriere

### VM 2002
- 1. juni 2002: Uruguay – Danmark 1–2 (gruppespil)
- 12. juni 2002: Sydafrika – Spanien 2–3 (gruppespil)
- 29. juni 2002: Sydkorea – Tyrkiet 2–3 (bronzefinale)